# Mompha amorphella
Mompha amorphella é uma espécie de mariposa do gênero Mompha pertencente à família Coleophoridae.